# VMware Workstation
VMware Workstation – komercyjny pakiet oprogramowania dostarczany przez firmę VMware Inc (będącą obecnie własnością EMC Corporation). Najważniejszym jego składnikiem jest stacja robocza, składająca się z maszyny wirtualnej odpowiedniej dla komputera w architekturze x86, która pozwala na tworzenie i uruchamianie wielu wirtualnych komputerów jednocześnie. Każda maszyna wirtualna, tzw. host, może uruchamiać własny system operacyjny, tzw. gościa, takiego jak m.in. Microsoft Windows, Linux, systemy z rodziny BSD oraz wiele innych. Aplikacja VMware Workstation pozwala uruchamiać wiele systemów operacyjnych jednocześnie na jednej fizycznej maszynie. Dodatkowo, systemy uruchamiane jako wirtualne mogą komunikować się między sobą za pomocą protokołów internetowych. Pozwala to np. na testowanie tworzonych rozwiązań klient-serwer. Inne produkty VMware pomagają w zarządzaniu maszynami wirtualnymi, ułatwiając m.in. przenoszenie pomiędzy wieloma maszynami rzeczywistymi.

## Opis
Komputer i system operacyjny, na którym uruchomiono program VMware Workstation, jest rozpoznawany jako host. Instalacje systemów operacyjnych uruchamianych w ramach maszyny wirtualnej są rozpoznawane jako goście. Podobnie jak emulator, VMware Workstation udostępnia całkowicie wirtualny sprzęt systemu gościa: np. przyłączając się do istniejącej (fizycznej) sieci, komputer gość rozpozna kartę sieciową AMD PCnet. VMware emuluje wszystkie urządzenia w ramach maszyny wirtualnej, włącznie z kartą grafiki, kartą dźwiękową, kartą sieciową oraz dyskami twardymi. Program udostępnia także dostęp do fizycznych urządzeń przez porty USB, RS-232 i LPT.
Ponieważ wszystkie maszyny typu gość używają identycznych sterowników niezależnie od aktualnego komputera hosta, instancje maszyn wirtualnych są wysoko przenośne między komputerami. Dla przykładu, uruchomiony komputer gościa może być zatrzymany, przeniesiony do innego fizycznego komputera oraz ponownie uruchomiony by dokończyć to, co zaczął. Dzięki Vmotion, nowemu składnikowi VirtualCenter, wstrzymywanie maszyny wirtualnej podczas przenoszenia odbywa się automatycznie i na stosunkowo krótki czas (do kilkudziesięciu milisekund). Dzięki temu, użytkownicy zazwyczaj nie zauważają przestojów w pracy takiej maszyny.
Należy pamiętać, że wirtualna maszyna zajmuje zasoby systemu operacyjnego, na którym jest uruchamiana (np. moc obliczeniowa procesora, pamięć RAM), co może mieć duży wpływ na jego wydajność.